# Joseph-Léon Cardijn
Joseph-Léon Cardijn, belgijski rimskokatoliški duhovnik, škof in kardinal, * 18. november 1882, Schaerbeek-Bruselj, † 25. julij 1967.

## Življenjepis
22. septembra 1906 je prejel duhovniško posvečenje.
15. februarja 1965 je bil imenovan za naslovnega nadškofa Tusurosa; 21. februarja istega leta je prejel škofovsko posvečenje.
22. februarja istega leta je bil povzdignjen v kardinala in imenovan za kardinal-diakona S. Michele Arcangelo.